# Ovington (Norfolk)
Ovington – wieś w Anglii, w hrabstwie Norfolk, w dystrykcie Breckland. Leży 32 km na zachód od Norwich i 137 km na północny wschód od Londynu. Miejscowość liczy 239 mieszkańców.